# Moldaviens återfödelse och försoning
Partiet Moldaviens återfödelse och försoning, Partidul Renaşterii şi Concilierii din Moldova (PCRM) var ett politiskt parti i Moldavien, bildat 1995.
2003 gick PCRM ihop med två andra partier och bildade Partidului Liberal.